# Andrachne minutifolia
Andrachne minutifolia là một loài thực vật có hoa trong họ Diệp hạ châu. Loài này được Pojark. mô tả khoa học đầu tiên năm 1960.